# Силва, Франсишку Мануэл Баррозо да

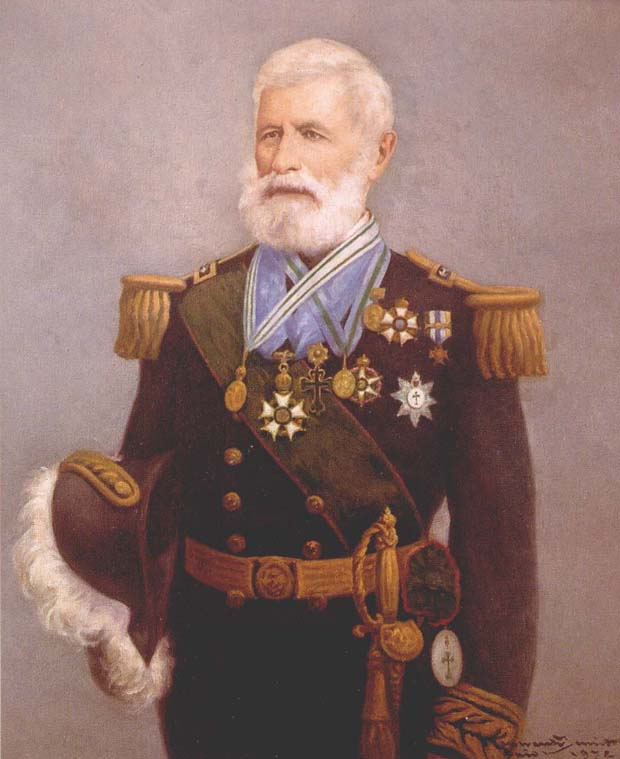
Портрет Баррозо да Силва, барона Амазонского

Франсиску Мануэл Баррозо (Баррозу) да Силва, барон Амазонский (порт. Francisco Manuel Barroso da Silva, barão do Amazonas; 29 сентября 1804, Лиссабон — 8 августа 1882, Монтевидео, Уругвай) — известный бразильский флотоводец, адмирал ВМФ Бразильской империи.
Выпускник Военно-морской академии. Участник войны за независимость Бразилии, Аргентино-бразильской войны, войны Фаррапус, Уругвайской войны и Парагвайской войны.
Известен победой бразильского флота под его командованием битве при Риачуэло в июне 1865 года, крупнейшем водном сражении в истории Южной Америки в ходе Парагвайской войны. В результате этой победы Парагвай потерял бо́льшую часть своего боевого флота, а контроль над реками бассейна Ла-Платы перешел к силам Тройственного альянса (союза Бразилии, Аргентины и Уругвая), что фактически решило ход боевых действий.
За эту победу Баррозо да Силва был награжден императорским орденом Южного Креста и пожалован титулом Барона Амазонского (Амазонас) в 1866 году.
В 1868 году в звании вице-адмирала служил в кабинете министра военно-морского флота Бразильской империи.

## Память

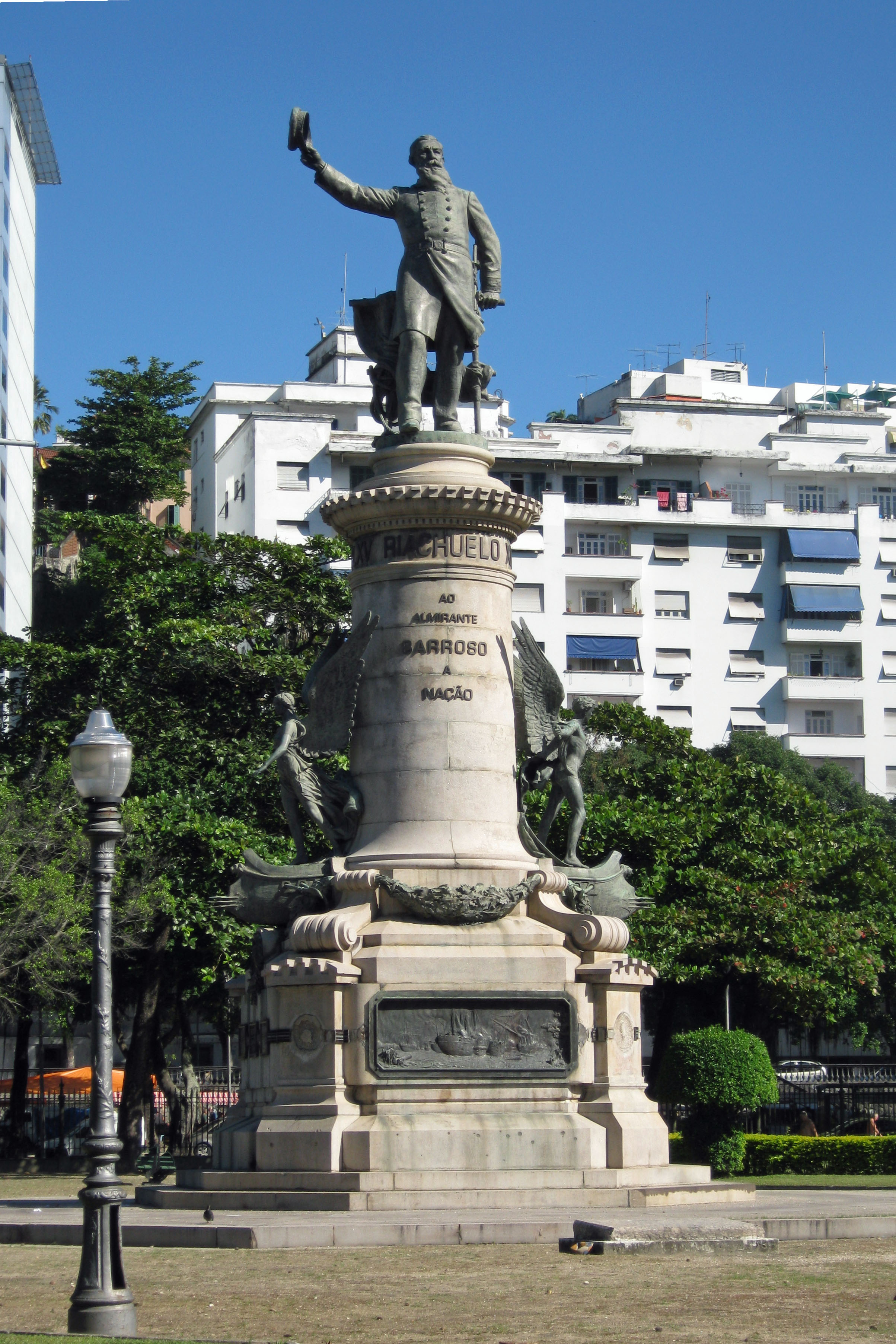
Монумент адмиралу Баррозо да Силва

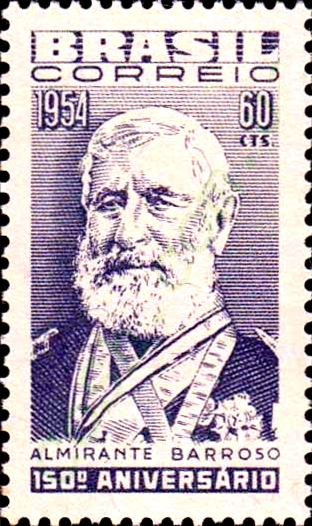
Почтовая марка Бразилии, посвящённая Баррозо да Силва

- В центре Рио-де-Жанейро его именем назван проспект (Авенида Адмирала Баррозу), в г. Нитерой — проспект Барона Амазонского (Barão de Amazonas), в Перуиби — 2 улицы. В Лиссабоне, родном городе Баррозу, есть улица, названная в его честь и т. д.
- В столице Бразилии установлен памятник флотоводцу, у основания которого покоятся его останки.
- В 2005 года его имя внесено в пантеон героев отечества.